# Йомба
Йомба (англ. Yomba Reservation) — индейская резервация западных шошонов, расположенная в центральной части штата Невада, США.

## История
Индейская резервация Йомба была основана в 1937 году. 20 декабря 1939 года племя йомба-шошоны ратифицировало свою конституцию, установив избранное представительное правительство и получив федеральное признание в соответствии с Законом о реорганизации индейцев 1934 года. Резервацией управляет племенной совет из шести человек.

## География
Резервация находится в северо-западной части округа Най и разделена на два района: северный, с центром в Дойл-Ранч; и южный, который состоит из нескольких несмежных участков. Общая площадь Йомба составляет 18,922 км², из них 18,911 км² приходится на сушу и 0,011 км² — на воду. Административным центром резервации и штаб-квартирой племени является город Остин.

## Демография
По данным федеральной переписи населения 2010 года, в резервации проживало 95 человек. Согласно федеральной переписи населения 2020 года в резервации проживало 34 человека, насчитывалось 13 домашних хозяйств и 16 жилых домов. Средний возраст, проживающих в резервации, составлял 62,8 лет.
Расовый состав распределился следующим образом: белые — 2 чел., афроамериканцы — 0 чел., коренные американцы (индейцы США) — 22 чел., азиаты — 0 чел., океанийцы — 0 чел., представители других рас — 0 чел., представители двух или более рас — 10 человек; испаноязычные или латиноамериканцы любой расы составили 3 человека. Плотность населения составляла 1,8 чел./км².

## Комментарии
1. ↑  Сам город не входит в состав резервации, а является лишь штаб-квартирой племени.